# Чернов Олександр Олімпійович
Олександр Олімпійович Чернов (нар. 4 вересня 1914, місто Нижньодніпровськ Катеринославської губернії, тепер у складі міста Дніпро Дніпропетровської області — ?) — український радянський діяч, секретар Івано-Франківського обласного комітету КПУ.

## Біографія
З березня 1936 року служив у Червоній армії.
Освіта вища. Член ВКП(б).
З 1944 по 1952 рік — заступник завідувача відділу партійних, профспілкових і комсомольських органів Станіславського обласного комітету КП(б)У. З 1952 по 1957 рік — завідувач відділу партійних органів Станіславського обласного комітету КПУ.
У 1957 (затв. січень 1958) — 27 грудня 1975 року — секретар Станіславського (Івано-Франківського) обласного комітету КПУ з питань ідеології.
З грудня 1975 року — персональний пенсіонер у місті Івано-Франківську. Працював в обласному товаристві «Знання».

## Звання
- майор

## Нагороди
- орден Трудового Червоного Прапора (26.02.1958)
- ордени
- медаль «Ветеран праці» (1975)
- медаль «За перемогу над Німеччиною у Великій Вітчизняній війні 1941—1945 рр.» (1945
- медалі